# ألكسندر هيغ

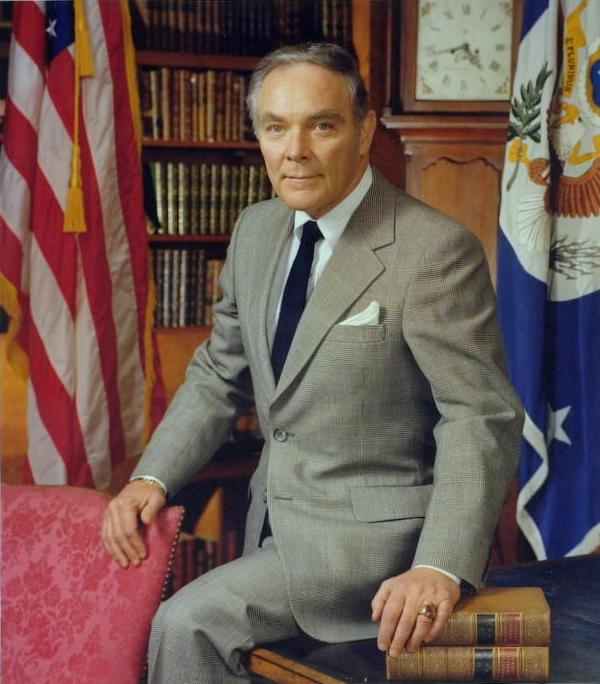
ألكسندر هيغ

ألكسندر هيغ (بالإنجليزية: Alexander Haig) (2 ديسمبر 1924 - 20 فبراير 2010)، سياسي وعسكري أمريكي سابق، شغل منصب وزير الخارجية لأقل من سنتين وذلك من 22 يناير 1981 إلى 5 يوليو 1982 في عهد الرئيس رونالد ريغان. كان معاوناً عسكرياً لهنري كسنجر الذي كان مستشاراً للأمن القومي في عهد ريتشارد نيكسون. شغل منصب القائد العام لقوات حلف الناتو بالفترة من 1974 إلى 1979.
شارك كعسكري في الحرب العالمية الثانية والحرب الكورية. حصل على الماجستير في العلاقات الدولية من جامعة جورجتاون في عام 1961. كان مشرفاً على موظفي البيت الأبيض أثناء فضيحة ووترغيت ولعب دوراً مهماً في إقناع ريتشارد نيكسون بالاستقالة عن منصبه.
أثناء توليه منصب القائد العام لقوات حلف الناتو تعرض لمحاولة اغتيال في بلجيكا في 25 يونيو 1979 من قبل منظمة تيار الجيش الأحمر اليسارية الألمانية. بعد انتخاب رونالد ريغان رئيساً للولايات المتحدة تم اختياره وزيراً للخارجية ولكنه قدم استقالته لأسباب لا تزال محل جدل، فبعض المصادر تشير إلى أن ريغان بنفسه طلب تقديم استقالته لرفضه المفاوضات مع الاتحاد السوفيتي حول الحد من انتشار الأسلحة النووية وخلافات مع وزير الدفاع آنذاك كاسبر واينبرغر والمبعوث الأمريكي في الشرق الأوسط فيليب حبيب أثناء غزو لبنان 1982 حيث كان هيغ يمثل تيارًا محافظًا متشددًا.
في 30 مارس 1981 وبعد تعرض ريغان إلى محاولة اغتيال ودخوله المتشفى أصبح منصب الرئيس شاغراً وحسب الدستور الأمريكي فإن السلطة في هذه الحالات تنتقل إلى نائب الرئيس كخط ثاني والمتحدث الرسمي للكونغرس كخط ثالث، ولكنه صرح في مؤتمر صحفي عقب محاولة الاغتيال بأنه «المسؤول الأول» ويعتبر البعض ما صرّح به خطأ من الناحية القانونية ولكنه قد يكون حقيقة من الناحية العملية في السياسة الأمريكية. في عام 1988 رشّح نفسه لانتخابات الرئاسة الأمريكية ولكنه فشل في اجتياز المرحلة الأولية للتنافس حول تمثيل الحزب الجمهوري الأمريكي.